# Håkon Kyllingmark

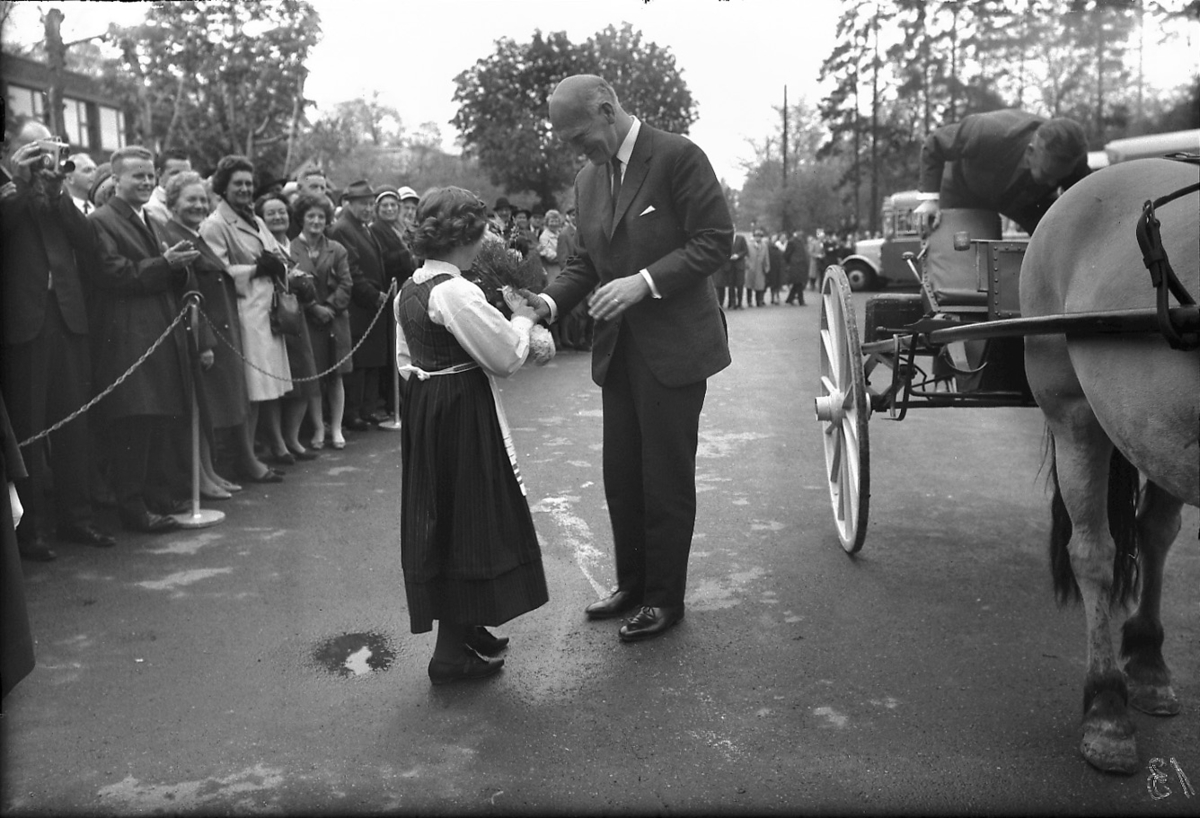
Kommunikationsminister Håkon Kyllingmark välkomnas på ett årsmöte för Norsk Rutebilsförbund, 1967

Håkon Kyllingmark, född 19 januari 1915 i Honningsvåg i Finnmark i Norge, död 11 augusti 2003 i Svolvær i Nordland i Norge, var en norsk militär, affärsman och politiker.
Håkon Kyllingmark var son till fiskaren Martin Kyllingmark (1879–1916) och servitrisen och gästgiverskan Sigridur Sæmundsdottir (1892–1963). Han genomgick arméns befälsskola 1934 och flygvapnets jägarskola 1937. Han tog handelsskoleexamen 1935 och blev handelsresande. Efter  den tyska invasionen 1940 deltog han som löjtnant i kampen om Narvik. Efter kapitulationen var han engagerad i motståndsrörelsen under den tyska ockupationen av Norge Sedan han blivit arresterad en andra gång 1943, men frigiven, flydde han till  Sverige. Han fick av Milorg ansvar för försörjningen av  motståndsgrupper i Nordnorge. Han fick finansiellt stöd av amerikanska OSS i Stockholm för att finansiera en underrättelse-, bas- och sabotagebasorganisation på den svenska sidan av gränsen i Norrbotten, I mars–april 1944, tillsammans med Fahle Ihsberg på den svenska C-byrån, rekognoscerade han och bestämde han platsen för den första basen i de svenska fjällen för det som blev Operation Sepals 1944–1945.
Efter andra världskriget byggde Håkon Kyllingmark åter upp en handelsagenturrörelse i Solvær, samtidigt om han var engagerad i hemvärnet. Han blev stortingsman 1953 för Höyre och vice partiordförande 1958–1970. Åren 1963–1965 var han försvarsminister och 1965–1971 kommunikationsminister. Han lämnade Stortinget 1981.
Han gifte sig 1942 med Ingegerd Ødegaard (1916–2000).